# دش‌ریزگانی
با به‌هم‌ریختگی تراز و توازنی که در میان ریزاندامگانهایی که بر روی بدن یا درون بدن می‌زیند، پدیدهٔ دُش‌ریزگانی یا ناتراز شدن همزیستی یا دیس‌بیوز (به انگلیسی: dysbiosis) یا دیس‌باکتریوز (به انگلیسی: dysbacteriosis) رخ می‌دهد.
این پدیده بیشتر در دستگاه گوارش دیده می‌شود. ناترازشدن همزیستی منجر به بیماریهایی مانند بیماری التهابی روده، خستگی مزمن، چاقی، سرطان، و التهاب رودهٔ بزرگ می‌شود.